# Alfredo Guzzoni
Alfredo Guzzoni, italijanski general, * 12. april 1877, Mantova, † 15. april 1965, Rim.